# L'uomo inquieto
L'uomo inquieto (titolo originale Den Orolige Mannen) è un romanzo giallo dello scrittore svedese Henning Mankell pubblicato in Svezia nel 2009. È la decima storia della saga del commissario di polizia Kurt Wallander ed è ambientata, come la maggior parte delle altre, a Ystad, Svezia. La prima edizione italiana del romanzo è stata pubblicata nell'anno 2010 da Marsilio.

## Trama
Un ex alto ufficiale della marina svedese, Håkan von Enke, suocero di Linda, figlia di Wallander, scompare senza lasciare traccia e qualche tempo dopo la stessa cosa succede alla moglie.
Wallander, su richiesta della figlia, indaga sulla vita dello scomparso. Lo stesso Håkan gli aveva confidato, qualche giorno prima della scomparsa, di avere vissuto come comandante, durante la guerra fredda, un episodio di tensione internazionale con un presunto sottomarino russo incagliato lungo le coste della Svezia. Ma quando tutto era stato fatto per costringere il fantomatico sottomarino a emergere e a rivelarsi, l'ammiragliato svedese aveva interrotto inspiegabilmente l'operazione. L'ufficiale si era intestardito nel voler seguire una sua personale indagine, che lo aveva reso non gradito alle alte sfere, sul perché di un simile ordine. La moglie di Håkan viene trovata morta. Tutto fa pensare a un suicidio. Le prove raccolte nascoste nella borsetta del cadavere indicano che era un'importante spia russa. Rivelazione che viene confermata dallo stesso Håkan che, rifugiatosi su un isolotto, viene rintracciato da Wallander. Ma niente è come appare. Un gioco di spie sarà smascherato, lasciando però il lettore con molte domande senza risposte rispetto ai fatti presentati nel libro.
In questo romanzo l'autore affronta, oltre al tema della vecchiaia, della malattia e della paura della morte, il difficile gioco di equilibri politici durante la guerra fredda, con una Svezia apparentemente neutrale ma schierata di fatto con la Nato a protezione del pericolo comunista. Il protagonista ha, nel corso della storia, alcuni episodi di amnesia temporanea e distrazioni che lo portano anche a essere sospeso dal servizio. Alla fine del romanzo lo scrittore avverte il lettore che gli ultimi anni, forse dieci, di vita del personaggio appartengono alla sua sfera privata. La serie del commissario Wallander sembra dunque chiudersi con questa ultima indagine.

## Edizioni
- Henning Mankell, L'uomo inquieto, traduzione di Giorgio Puleo, Marsilio, 2010. ISBN 978-88-317-0728-2.
- Henning Mankell, L'uomo inquieto, traduzione di Giorgio Puleo, Marsilio, 2011. ISBN 978-88-317-1048-0.
- Henning Mankell, L'uomo inquieto, traduzione di Giorgio Puleo, Marsilio, 2013. ISBN 978-88-317-1684-0.